# Harry Wilson (Fußballspieler, 1997)
Harry Wilson (* 22. März 1997 in Wrexham, Wales) ist ein walisischer Fußballspieler. Er spielt seit Juli 2021 für den FC Fulham und ist aktuell der jüngste Spieler, der jemals in der walisischen Fußballnationalmannschaft eingesetzt wurde. Wilson wird sowohl auf dem rechten als auch auf dem linken Flügel eingesetzt.

## Vereinskarriere

### FC Liverpool

#### Anfänge
Der im nordwalisischen Wrexham geborene Harry Wilson besuchte die Ysgol Dinas Brân Grundschule in Llangollen, bevor er als 8-Jähriger in die Jugendakademie des FC Liverpool wechselte und somit nach England übersiedelte. In der Saison 2013/14 spielte er bereits regelmäßig in der U18-Mannschaft und im Juli 2014 unterzeichnete er seinen ersten professionellen Vertrag bei den Reds. In der Spielzeit 2014/15 spielte der Flügelspieler bereits erfolgreich in der U21, welche in der Premier League 2 spielte. In 18 Ligaeinsätzen konnte er dabei sechs Tore und vier Vorlagen sammeln. Parallel dazu nahm er mit der U19 an der UEFA Youth League teil. Dort geriet er mit seinem späten Siegtreffer zum 3:2 im Gruppenspiel gegen Real Madrid erstmals in den internationalen Fokus.

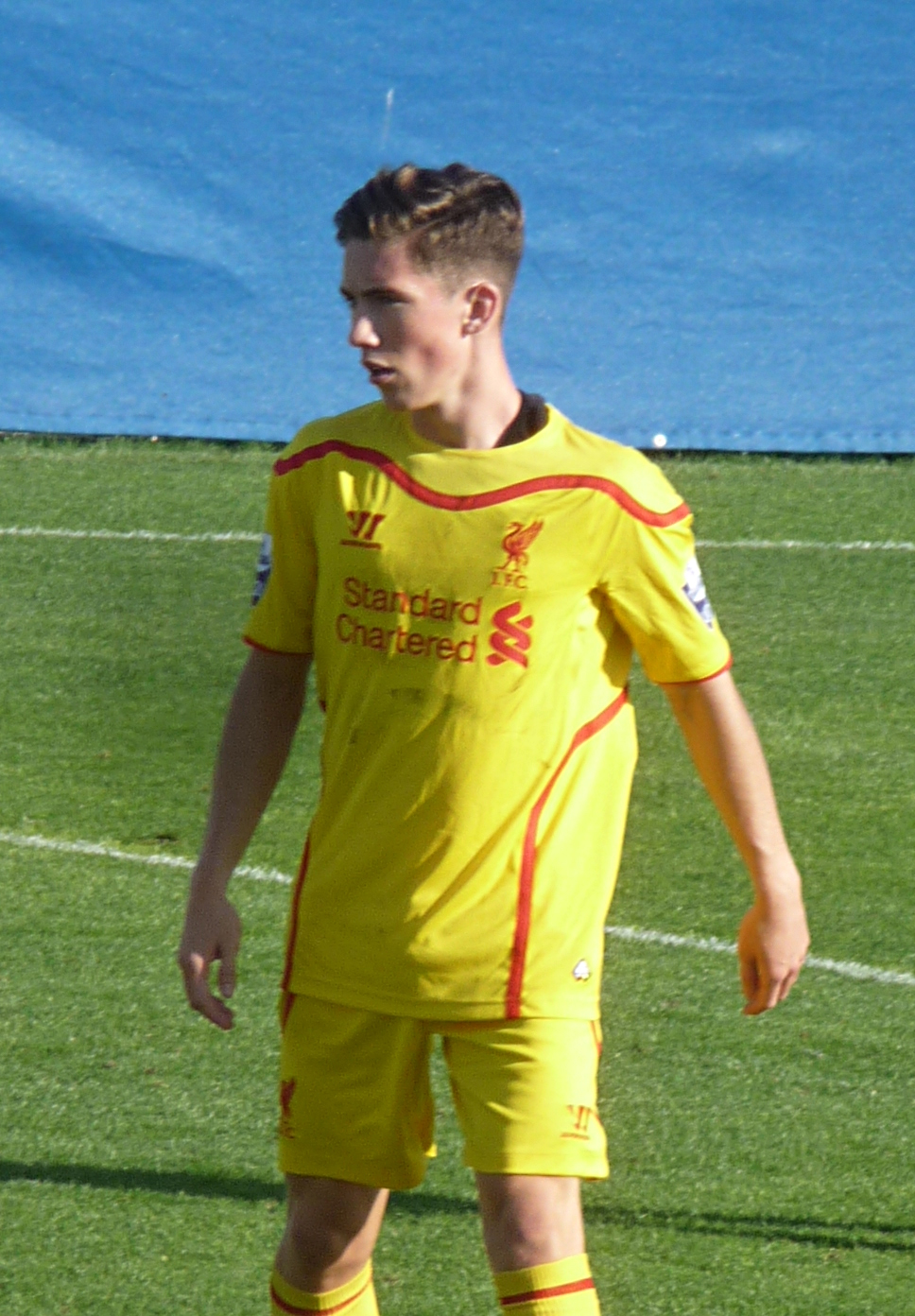
Harry Wilson im Einsatz für die U19-Mannschaft des FC Liverpool im Oktober 2014

Im Juli 2015 nahm er mit der ersten Mannschaft an den Vorbereitungen zur Saison 2015/16 teil, welche die Mannschaft aus der Merseyside nach Thailand, Australien und Malaysia führte. Am 26. August 2015 wechselte er auf Leihbasis für vier Monate zum Drittligisten Crewe Alexandra. Sein Debüt in der English Football League bestritt er am 12. September 2015 (7. Spieltag) bei der 1:3-Heimniederlage gegen den FC Millwall, als er in der 67. Spielminute für David Fox eingewechselt wurde. In der Leihphase  kam Wilson nur sporadisch zu Einsatzzeiten und kehrte im Januar 2016 nach sieben Ligaeinsätzen nach Liverpool zurück, wo er die verbleibende Spielzeit in der Reserve verbrachte. Am 28. Juli 2016 unterzeichnete Wilson einen neuen Vertrag beim FC Liverpool und kurz darauf wurde er zum Kapitän der U23-Auswahl ernannt. In der Premier League 2 wusste er in dieser Saison 2016/17 nachhaltig zu beeindrucken und galt als einer der besten Spieler dieser Reserveliga. Aufgrund seiner hervorragenden Leistungen ermöglichte ihm der Cheftrainer der Herren Jürgen Klopp am 18. Januar 2017 sein Debüt in der ersten Mannschaft, als er im FA-Cup-Spiel gegen Plymouth Argyle in der 65. Spielminute Philippe Coutinho ersetzen durfte. Dieser Einsatz blieb vorerst sein einziger, während er in dieser Spielzeit in 18 Ligaeinsätzen für die Reserve 12 Treffer und sieben Vorarbeiten sammelte.

#### Leihe zu Hull City
Bis Ende Januar 2018 gelangen ihm in der darauffolgenden Saison 2017/18 10 Tore und drei Vorlagen für die Reserve. Am 31. Januar 2018 unterschrieb er erneut einen neuen Vertrag bei den Reds und am selben Tag schloss er sich auf Leihbasis bis zum Ende der Spielzeit 2017/18 dem abstiegsbedrohten Zweitligisten Hull City an. Sein Debüt gab er vier Tage später (30. Spieltag) bei der 1:2-Auswärtsniederlage gegen Preston North End, als er in der 69. Spielminute für Fraizer Campbell eingewechselt wurde. Bereits eine Woche später traf er beim 2:0-Auswärtssieg gegen Nottingham Forest erstmals im Trikot der Tigers. In den nächsten Monaten startete Wilson regelmäßig und wusste dabei durchaus zu beeindrucken. Am 21. April 2018 (44. Spieltag) erzielte er beim 5:5-Unentschieden gegen Bristol City einen Doppelpack. Seine Leistungen in diesem Monat brachten ihm die Auszeichnung zum PFA Player of the Month ein. Mit sieben Toren und vier Vorlagen in 13 Ligaeinsätzen trug er wesentlich zu Hull Citys Abwendung des Abstiegs bei. Am Ende der Saison wurde er als Liverpool Academy Players’ Player of the Year ausgezeichnet.

#### Leihe zu Derby County
Am 10. Juli 2018 unterzeichnete Wilson einen neuen Fünfjahresvertrag beim FC Liverpool. Eine Woche später wechselte er in einem einjährigen Leihgeschäft zum Zweitligisten Derby County. Am 3. August 2018 (1. Spieltag) stand er beim 2:1-Auswärtssieg gegen den FC Reading bereits über die volle Distanz der Partie auf dem Platz. Kurze Zeit später setzte ihn eine Leistenverletzung für einen Monat außer Gefecht. Am 22. September (9. Spieltag) erzielte er beim 3:1-Heimsieg gegen den FC Brentford sein erstes Saisontor. Frank Lampard, der ehemalige englische Nationalspieler und nunmehrige Cheftrainer der Rams, ließ Wilson in den nächsten Monaten regelmäßig starten und dieser schaffte es das Vertrauen Lampards mit guten Leistungen zurückzuzahlen. In dieser Saison 2018/19 erzielte er in 40 Ligaspielen 15 Tore und bereitete drei weitere Treffer vor. Derby gelang als Tabellensechster der Einzug in die Aufstiegs-Play-offs. Das Halbfinalhinspiel gegen Leeds United ging zuhause mit 0:1 verloren. Nachdem man auch im Rückspiel an der Elland Road früh einen Gegentreffer hinnehmen musste, gelang es Derby mit einem starken Wilson, der ein Tor und eine Vorlage beisteuern konnte, das Spiel zu ihren Gunsten zu drehen. Mit einem 4:2-Heimsieg buchte man somit das Finalticket im neuen Wembley-Stadion. Dort scheiterte man jedoch mit einer 1:2-Niederlage an Aston Villa, womit das Kapitel Derby County für Wilson beendet war.

#### Leihe zum AFC Bournemouth
Kurz vor dem Beginn der Saison 2019/20 wechselte Wilson für ein Jahr auf Leihbasis zum Erstligisten AFC Bournemouth. Bereits in seiner ersten Partie in der Premier League, beim 2:1-Auswärtssieg gegen Aston Villa am 17. August 2019 (2. Spieltag), erzielte er sein erstes Tor. Wilson etablierte sich rasch als Stammspieler in der Offensive der Cherries. Am 30. November 2019 (14. Spieltag) erzielte er bei der 2:3-Auswärtsniederlage gegen die Tottenham Hotspur beide Treffer seiner Mannschaft. Trotz eines guten Saisonstarts, geriet Bournemouth nach einer lang andauernden Schwächephase in den Abstiegskampf, aus diesem man sich letztlich nicht mehr befreien konnte. Der südenglische Verein musste schließlich nach fünf Jahren in der Erstklassigkeit den Abstieg in die EFL Championship antreten. Wilson erlebte mit sieben Toren in 31 Ligaeinsätzen eine durchwachsene Saison und kehrte schließlich im Sommer 2020 einmal mehr nach Liverpool zurück.

#### Leihe zu Cardiff City
Im Sommer 2020 kehrte Wilson zunächst zum FC Liverpool zurück, kam jedoch unter Jürgen Klopp nur zu einem Einsatz im EFL Cup. Mitte Oktober 2020 wechselte er bis zum Ende der Saison 2020/21 auf Leihbasis zum Zweitligisten Cardiff City.

### FC Fulham
Am 24. Juli 2021 verließ Wilson dann endgültig den FC Liverpool und unterzeichnete einen langfristigen Fünfjahresvertrag beim Zweitligisten FC Fulham. Die Ablösesumme soll zwölf Millionen Pfund betragen haben.

### Nationalmannschaft
Mit seinen Leistungen beim Victory Shield und für die walisische U17-Nationalmannschaft schaffte Wilson es den Übungsleiter der A-Auswahl Chris Coleman zu beeindrucken. Im Oktober 2013 nominierte dieser den 16-Jährigen erstmals, wobei diese Einberufung durch einige verletzungsbedingte Ausfälle im walisischen Kader begünstigt wurde. Am 15. Oktober 2013 wurde Wilson im letzten und bedeutungslosen WM-Qualifikationsspiel gegen die Auswahl Belgiens in der 87. Spielminute für Hal Robson-Kanu eingewechselt. Durch seinen Einsatz löste er im Alter von 16 Jahren und 207 Tagen Gareth Bale als jüngsten, walisischen Fußballnationalspieler aller Zeiten ab. Dass Wilson bereits in so jungem Alter in der Nationalmannschaft eingesetzt wurde, wird auch darauf zurückgeführt, dass er durch seine englischstämmige Großmutter auch für die englische Nationalmannschaft hätte eingesetzt werden können. Durch den Einsatz in einem internationalen Pflichtspiel für Wales ist diese Möglichkeit nicht mehr gegeben.
Erst viereinhalb Jahre später wurde Wilson wieder in der Nationalmannschaft eingesetzt. In seinem zweiten Länderspiel beim 6:0-Testspielsieg gegen China am 22. März 2018, an jenem Tag er seinen 21. Geburtstag feierte, gelang ihm sein erster Treffer im Trikot von Y Dreigiau. In den nächsten Länderspielen kam Wilson anschließend regelmäßig zum Einsatz.
Bei der Europameisterschaft 2021 kam er in drei Partien als Einwechselspieler zum Einsatz und erhielt beim Ausscheiden der Waliser im Achtelfinale gegen Dänemark (0:4) kurz vor Spielende die rote Karte.

## Trivia
Wilsons Großvater Peter Edwards platzierte im Jahr 1998 eine Wette beim Buchmacher William Hill, dass sein Enkelsohn einmal ein internationales Länderspiel bestreiten wird. Harry war zu dieser Zeit gerade einmal 16 Monate jung und Edwards konnte seinen Einsatz von 50 Pfund Sterling 15 Jahre später mit einer Auszahlung von berichteten 125.000 Pfund deutlich vervielfachen.